# Långträsket (Töre socken, Norrbotten, 733479-182387)
Långträsket är en sjö i Kalix kommun i Norrbotten och ingår i Kalixälvens huvudavrinningsområde. Sjön har en area på 0,0286 kvadratkilometer och ligger 32,1 meter över havet.

## Delavrinningsområde
Långträsket ingår i det delavrinningsområde (733332-182450) som SMHI kallar för Mynnar i Kalixälvens vattendragsyta. Medelhöjden är 54 meter över havet och ytan är 9,09 kvadratkilometer. Det finns inga avrinningsområden uppströms utan avrinningsområdet är högsta punkten. Vattendraget som avvattnar avrinningsområdet har biflödesordning 2, vilket innebär att vattnet flödar genom totalt 2 vattendrag innan det når havet efter 19 kilometer. Avrinningsområdet består mestadels av skog (80 procent). Avrinningsområdet har 0,03 kvadratkilometer vattenytor vilket ger det en sjöprocent på 0,3 procent.